# Valle de Santiago
Valle de Santiago là một đô thị thuộc bang Guanajuato, México. Năm 2005, dân số của đô thị này là 127945 người.